# Diplycosia stenophylla
Diplycosia stenophylla är en ljungväxtart som beskrevs av Herman Otto Sleumer. Diplycosia stenophylla ingår i släktet Diplycosia och familjen ljungväxter. Inga underarter finns listade i Catalogue of Life.